# Eurhopalothrix caledonica
Eurhopalothrix caledonica é uma espécie de formiga do gênero Eurhopalothrix, pertencente à subfamília Myrmicinae.